# Едисон Флорес
Едисон Флорес (шп. Edison Michael Flores Peralta; 14. мај 1994) перуански је фудбалер. 

## Каријера
Флорес је за Университарио де депортес у перуанском првенству званично дебитовао 31. јула 2011. против Хуан Аурича. Играо је за екипу једну сезону у својој каријери. Највећи део времена проведеног у клубу био је стандардни првотимац.
Дана 31. августа 2012, Флорес је потписао за резервни тим Виљареала, Виљареал Б.
Прелази 11. августа 2016. године у дански Алборг, а потписао је четворогодишњи уговор. Постигао је свој први гол у данској Суперлиги 28. августа 2016, пошто је дао изједначујући гол у победи од 2:1 против Орхус Гимнастикфоренинга.

## Репрезентација
За перуанску репрезентацију је дебитовао 2013. године. Постигао је пет голова за Перу у Квалификацијама за Светско првенство 2018.. Године 2018. био је део репрезентације која је наступала на Светском првенству у Русији. До јула 2018. имао је 33 наступа за Перу и постигао је 9 голова.

## Статистика каријере

### Репрезентативна
Статистика до 26. јуна 2018.
| Тим    | Год.   | Наступи | Голови |
| ------ | ------ | ------- | ------ |
| Перу   |        |         |        |
| 2013   | 1      | 0       |        |
| 2014   | 1      | 0       |        |
| 2015   | 1      | 0       |        |
| 2016   | 12     | 4       |        |
| 2017   | 10     | 4       |        |
| 2018   | 8      | 1       |        |
| Укупно | Укупно | 33      | 9      |

## Трофеји
Университарио де депортес
- Прва лига Перуа: Апертура 2016.